# 山下鈴
山下 鈴（やました りん、1990年7月17日 - ）はリアライズプロモーションに所属しているアイドル。埼玉県出身。

## 来歴・人物
- 趣味はカラオケとショッピングと睡眠。チャームポイントは片エクボ。特技はダンス。
- 2009年12月、渚レイ、皆方由衣とともに3人組みのユニットMIKAZU姫(ミカズキ)を結成。MIKAZU姫では、次女役"凛"として活動。
- 2010年1月、渚レイのMIKAZU姫の脱退と石井早苗の加入に伴い、皆方由衣とともに新生MIKAZU姫として活動。
- 2010年12月20日のライブにて、MIKAZU姫からの卒業を表明。12月26日のライブにて、卒業。
- 2012年11月、夏木美紗、金子華とともに3人組みのユニットダンスボーカルユニットRideを結成。

## 出演

### 雑誌
- スコラ
- Beajean

### WEB
- GIRLS TRAIN（2009年、あっ!とおどろく放送局）
- フレッシュカフェチャット

## リリース作品

### デジタル写真集
- GIRLS TRAIN 動画付写真集（2009年）